# Wichita (Film)
Wichita ist ein Western des französischen Regisseurs Jacques Tourneur aus dem Jahr 1955. Der Film basiert auf einer Kurzgeschichte des US-Amerikaners Daniel B. Ullman, der auch das Drehbuch schrieb und wurde von der Allied Artists Pictures Corporation produziert.

## Handlung
Revolverheld Wyatt Earp wird in Wichita Marshal und sorgt dafür, dass in der aufstrebenden Stadt Recht und Gesetz nicht dem Ansturm der gewalttätigen Viehtreiber aus Texas weichen müssen. Er heiratet und zieht mit seiner Frau nach Dodge City, um dort ebenfalls für Recht und Ordnung zu sorgen.

## Kritiken
Joe Hembus bezeichnet Wichita als einen sehr schönen Film „vom Sheriff, der ruhig und hartnäckig sein Amt (…) versieht und dabei jeden Tag von neuem die Erfahrung machen muß, dass die Vertreter des Business nur bedingt für Law and Order sind, weil Unruhe gleich Umsatz ist.“ Die Geschichte sei im Großen und Ganzen authentisch, jedoch sei ihr Held ein Rechtsanwalt namens Tucker gewesen. Earp habe sich die Geschichte später angeeignet. Phil Hardy nennt den Film einen „herausragenden Western“. Tourneurs Regie sei „einfach und stilvoll“, das Drehbuch „actiongeladen“.

## Auszeichnungen
- Im Jahr 1956 gewann Wichita den Golden Globe für das beste Outdoor-Drama (dt.: Freiland-Drama).